# Samuel Warren (écrivain)
Pour les articles homonymes, voir Warren et Samuel Warren (homonymie).
 (février 2015).
Si vous disposez d'ouvrages ou d'articles de référence ou si vous connaissez des sites web de qualité traitant du thème abordé ici, merci de compléter l'article en donnant les références utiles à sa vérifiabilité et en les liant à la section « Notes et références ».
Samuel Warren (23 mai 1807 – 29 juillet 1877) est un écrivain britannique. Tour à tour médecin, puis avocat, il est considéré, avec son personnage atypique de « Docteur*** » comme le précurseur, voir le fondateur, d'un genre littéraire très particulier : les détectives de l'occulte.
Son œuvre influença notamment Arthur Conan Doyle, Sheridan Le Fanu ou encore Guy de Maupassant lors de l'écriture du Horla, certainement profondément marqué par la lecture d'Un spectre envahissant. Mais, il eut également de violents détracteurs dont l'un, qui ne fut pas des moindres, fut Edgar Allan Poe.  

## Biographie
Après des études à la Kingswood School, il entre à l'Université d’Édimbourg pour y étudier la médecine mais très vite, se tourne vers la Loi et devient un brillant avocat, écrivant même quelques nouveaux textes de lois. En 1852, il devient juge au tribunal de la ville de Hull.
Samuel Warren siège à la Chambre des communes pour la ville de Midhurst de 1856 à 1859, et fut psychiatre de 1859 à 1877.

## Œuvres

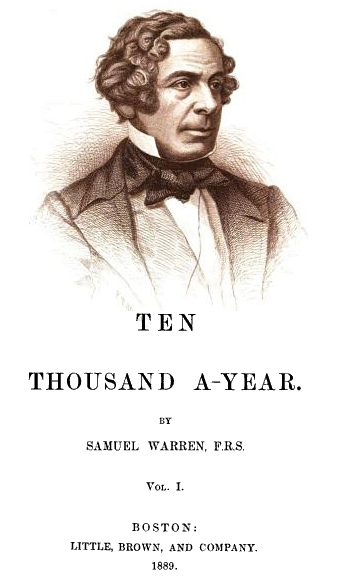
Frontispice de Ten Thousand a-Year

Vingt-huit nouvelles des enquêtes du Docteur*** paraissent initialement en feuilletons dans le magazine Blackwood's Magazine, de 1830 à 1837. Elles ont été, plus tard, réunies en trois volumes sous le titre Passages from the diary of a late physician :
- Premiers combats.
- Cancer.
- Le dentiste et le comédien.
- Un savant mort.
- Préparation pour la maison.
- Duel.
- Intrigues et Folie.
- Le cœur brisé.
- Un spectre envahissant, 1830.
- Le Chien spectral, 1831.
- Faussaire.
- Un homme en ville.
- Mort dans les toilettes.
- La tête tournée.
- La femme.
- Graves agissements[2].
- Le spectre frappeur.
- Le philosophe martyr.
- L'homme d'État.
- Un or éphémère.
- Riche et Pauvre.
- Le marchand ruiné.
- Mère et fils[3].
- La foudre a frappé - Le boxeur.
- La Madeleine.
- La fiancée du baronnet.
- Le clerc du marchand.
- Le destructeur[4].
- Le lys et l'abeille: un apologue du Crystal Palace[5].
- Les expériences d'un avocat et les confessions d'un mandataire.
- Ten Thousand a-Year, roman paru en feuilleton, également dans le magazine Blackwood's Magazine jusqu'en 1839 ; puis dans une édition intégrale et définitive en 3 vol., revue et corrigée par l'auteur en 1841.
- Maintenant et alors..., 1847. Son dernier roman défend le caractère social de la criminalité et de la loi, en faisant valoir dans une perspective morale méthodiste le cas pour la réforme à venir en Angleterre.